# Henry English Read
Henry English Read (* 25. Dezember 1824 im LaRue County, Kentucky; † 9. November 1868 in Elizabethtown, Kentucky) war ein konföderierter Politiker. Im November 1861 wurde er für den dritten Wahlbezirk von Kentucky in den ersten Konföderiertenkongress gewählt, wo er am 18. Februar 1862 seinen Posten antrat. Er kandidierte erfolgreich für den zweiten Konföderiertenkongress und war dann dort bis 1865 tätig. Read starb etwa drei Jahre nach dem Ende des Bürgerkrieges durch Suizid. Sein Leichnam wurde auf dem Stadtfriedhof von Elizabethtown (Hardin County) beigesetzt. Mit seiner Ehefrau Lottie C. „Lott“ (1834–1903) hatte er drei gemeinsame Kinder: William D. (1855–1873), Mary D. (1859–1859) und Thomas Doran (1861–1862).